# Kerman (Kalifornia)
Kerman város az USA Kalifornia államában, Fresno megyében. Lakosainak száma 16 016 fő (2020. április 1.).

## Népesség
A település népességének változása:

| 2010 | 13 544 |
| 2020 | 16 016 |